# Fraccionamiento San Miguel, Oaxaca
Fraccionamiento San Miguel är en ort i Mexiko.   Den ligger i kommunen San Juan Bautista Guelache och delstaten Oaxaca, i den sydöstra delen av landet, 300 km sydost om huvudstaden Mexico City. Fraccionamiento San Miguel ligger 1 714 meter över havet och antalet invånare är 1 884.
Terrängen runt Fraccionamiento San Miguel är varierad. Runt Fraccionamiento San Miguel är det mycket tätbefolkat, med 2 431 invånare per kvadratkilometer. Närmaste större samhälle är Oaxaca de Juárez, 17,7 km söder om Fraccionamiento San Miguel. Omgivningarna runt Fraccionamiento San Miguel är en mosaik av jordbruksmark och naturlig växtlighet.